# Ruud Boymans
Ruud Boymans (Born, 28 april 1989) is een voormalig Nederlands voetballer die bij voorkeur in de aanval speelde.

## Carrière
Boymans voetbalde in de jeugd van VV Born tot hij werd opgenomen in de jeugdopleiding van Fortuna Sittard. Hiervoor maakte hij op 7 december 2007 zijn debuut in het betaald voetbal, tijdens een wedstrijd tegen RBC Roosendaal, in de Eerste divisie. Hij tekende in december 2008 een contract voor drie seizoenen bij VVV-Venlo, dat een half jaar later inging. Hiervoor maakte hij in 2009 zijn debuut in de Eredivisie.
Boymans wist zich VVV twee jaar op rij te behouden op het hoogste niveau, waarvan één keer via de play-offs 2011. Hij tekende in juni 2011 vervolgens een vierjarig contract bij AZ, de nummer vier van het voorgaande seizoen. Hier kwam hij minder uit de verf. Hij speelde in anderhalf jaar elf competitiewedstrijden en werd op 27 januari 2013 tot het einde van het seizoen verhuurd aan N.E.C.. Tijdens een met 2-1 gewonnen Gelderse derby tegen Vitesse kwam Boymans in de 67e minuut in het veld en maakte hij zijn debuut voor NEC. Zeven minuten later maakte hij de winnende treffer. AZ verhuurde Boymans tijdens het seizoen 2013/14 aan Willem II, waarmee hij kampioen werd in de Eerste divisie. Hij werd ook uitgeroepen tot speler van het seizoen hiervan.
Boymans tekende op 17 juni 2014 voor vier jaar bij FC Utrecht. In zijn eerste negen wedstrijden voor de club scoorde hij negen keer. Hij liep in december 2014 tijdens een wedstrijd thuis tegen Heracles Almelo een blessure aan zijn enkel op na een tikje van tegenstander Mike te Wierik. De verwachting was dat Boymans na drie tot vier maanden weer terug zou zijn, maar hij kende terugslag na terugslag. In mei 2015 werd hij geopereerd. Hij maakte op 7 december 2015 zijn rentree, in een competitiewedstrijd met Jong Utrecht tegen Jong Volendam. Boymans speelde dat seizoen nog vijftien competitiewedstrijden. In totaal scoorde Boyman 19 doelpunten uit 24 competitiewedstrijden in het shirt van FC Utrecht. Met name in de laatste periode was hij trefzeker als invaller en groeide hij uit tot een van de publieksfavorieten in de Domstad.
Boymans tekende in juni 2016 een contract tot medio 2019 bij Al-Shabab, in de Verenigde Arabische Emiraten. Hier kwam hij te spelen onder zijn landgenoot Fred Rutten, die een maand eerder als coach was aangesteld. Na een goede start waarin Boymans een vaste basisplaats had, trefzeker was en het elftal goed presteerde raakte de aanvaller door een ongelukkig incident geblesseerd. In de navolgende periode werd Fred Rutte ontslagen en kwam Boymans nauwelijks meer aan spelen toe.
In februari 2018 werd bekend dat Boymans terugkeerde bij FC Utrecht. Hij sloot aanvankelijk aan bij Jong FC Utrecht om zijn conditie op peil te brengen met als doel zo snel mogelijk terug te keren in de hoofdmacht. Zijn revalidatie duurde echter langer dan gedacht, waardoor hij geen wedstrijden meer zou spelen in 2018 en de samenwerking werd beëindigd.
In mei 2019 werd bekend dat Almere City Boymans een plek aanbood om de laatste periode van zijn revalidatie af te ronden. Tevens trainde Boymans mee om een contract af te dwingen bij de Almeerse voetbalclub. In januari 2020 tekende Boymans daar een contract tot het einde van het seizoen 2019/20. Medio 2020 ging hij naar Quick Boys. 
Op 29 augustus 2020 maakte hij bekend dat hij stopt voetballen vanwege een aanhoudende knieblessure.

## Clubstatistieken
| Seizoen                      | Club            | Competitie     | Wed. | Goals |
| ---------------------------- | --------------- | -------------- | ---- | ----- |
| 2007/08                      | Fortuna Sittard | Eerste divisie | 17   | 5     |
| 2008/09                      | Fortuna Sittard | Eerste divisie | 29   | 7     |
| 2009/10                      | VVV-Venlo       | Eredivisie     | 16   | 4     |
| 2010/11                      | VVV-Venlo       | Eredivisie     | 30   | 11    |
| 2011/12                      | AZ              | Eredivisie     | 6    | 1     |
| 2012/13                      | AZ              | Eredivisie     | 5    | 0     |
| 2012/13                      | → N.E.C.        | Eredivisie     | 7    | 3     |
| 2013/14                      | → Willem II     | Eerste divisie | 36   | 27    |
| 2014/15                      | FC Utrecht      | Eredivisie     | 9    | 9     |
| 2015/16                      | FC Utrecht      | Eredivisie     | 19   | 10    |
| 2016/17                      | Al-Shabab       | VAE Liga       | 7    | 2     |
| 2019/20                      | Almere City FC  | Eerste divisie | 2    | 0     |
| Totaal                       | Totaal          | Totaal         | 183  | 79    |
| Bijgewerkt op 8 januari 2018 |                 |                |      |       |

## Erelijst
Willem II
| Competitie              | Aantal | Jaren   |
| ----------------------- | ------ | ------- |
| Kampioen Eerste divisie | 1x     | 2013/14 |

Individueel
| Competitie                             | Aantal | Jaren   |
| -------------------------------------- | ------ | ------- |
| Voetballer van het jaar eerste divisie | 1x     | 2013/14 |